# Lynette Woodard
Lynette Woodard (/ˈwʊdɑːrd/ⓘ; nacida el 12 de agosto de 1959 en Wichita, Kansas) es una exjugadora de baloncesto estadounidense. Consiguió 3 medallas con  Estados Unidos en mundiales y Juegos Olímpicos. 